# کله بنت
کِلِه بنت (به انگلیسی: Clé Bennett) بازیگر کانادایی است. که از فیلم‌های معروف او می‌توان به بازی در فیلم سرقت و جیگ‌ساو و آلیا: شاهدخت آر اند بی اشاره کرد.